# Letto matrimoniale (opera teatrale)
Ese
Letto matrimoniale (The Fourposter) è una commedia del drammaturgo olandese Jan de Hartog, debuttata a Broadway nel 1951. Nel 1952 il regista Irving Reis ha diretto un omonimo adattamento cinematografico della commedia, con Rex Harrison e Lilli Palmer. Hume Cronyn e Jessica Tandy recitarono nella produzione originale. La commedia ha vinto il Tony Award alla migliore opera teatrale.

## Trama
La commedia, ambientata interamente della camera da letto degli Edwards, racconta trentacinque anni di matrimonio della coppia (tra il 1890 e il 1925), tra amori e tradimenti, sogni e disillusioni. Tra i momenti più importanti vissuti della coppia ci sono la consumazione del matrimonio, la nascita del primo figlio, il successo di Michael come scrittori e le relazioni extraconiugali, il matrimonio della figlia e la decisione di trasferirsi in un altro quartiere per lasciare la casa a una nuova coppia di giovani sposi.